# 張天德 (清朝)
張天德（？—？），中國清朝官員，貴州貴筑人。
張天德為拔貢出身。乾隆二十一年（1756年）任諸羅縣笨港縣丞。乾隆二十二年（1757年）署任台灣彰化縣知縣。